# 豆鉄砲 (お笑いコンビ)
豆鉄砲（まめでっぽう）は、ワタナベエンターテインメントに所属する日本のお笑いコンビ。ワタナベお笑いNo.1決定戦2023王者、ツギクル芸人グランプリ2025王者。

## メンバー
東 健太郎（あずま けんたろう、1994年2月2日 - ）（31歳）
ボケ・ネタ作り担当。
神奈川県川崎市出身、身長165 cm。
SNSを一切やっていない。
ホセ（1993年11月30日 - ）（31歳）
ツッコミ担当。
東京都台東区出身、身長172 cm。
センチネルのトミサット、ポテトカレッジのコモダドラゴンと同居していたが、2024年3月火事により部屋が全焼した。
2024年5月15日、佐藤直輝からホセに改名することを発表。

## 来歴
ワタナベコメディスクール27期生。2018年10月にデビュー。2023年にワタナベお笑いNo.1決定戦2023にて優勝した。2024年のM-1グランプリでは準決勝に進出した。

## 芸風
主に漫才で、東が独特の持論を熱弁するしゃべくり漫才を得意とする。

## 賞レース成績

### M-1グランプリ
| 年度             | 結果         | エントリー No. | 会場                        | 日程     |
| ---------------- | ------------ | -------------- | --------------------------- | -------- |
| 2017年（第13回） | 1回戦敗退    | 2737           | 新宿シアターモリエール      | 9月20日  |
| 2018年（第14回） | 2回戦進出    | 1849           | 雷5656会館ときわホール      | 10月2日  |
| 2019年（第15回） | 2回戦進出    | 2282           | 雷5656会館ときわホール      | 10月17日 |
| 2020年（第16回） | 1回戦敗退    | 2514           | シダックスカルチャーホールA | 9月17日  |
| 2021年（第17回） | 2回戦進出    | 1812           | 雷5656会館ときわホール      | 10月17日 |
| 2022年（第18回） | 3回戦進出    | 373            | よしもと有楽町シアター      | 10月30日 |
| 2023年（第19回） | 準々決勝進出 | 458            | ルミネtheよしもと           | 11月22日 |
| 2024年（第20回） | 準決勝進出   | 4590           | NEW PIER HALL               | 12月5日  |

### その他
- ワタナベお笑いNo.1決定戦2023 優勝[2]
- ツギクル芸人グランプリ2024 決勝進出
- ツギクル芸人グランプリ2025 優勝

## 出演

### ラジオ
- 豆鉄砲のオールナイトニッポン0(ZERO)（ニッポン放送、2023年5月28日）[10]

### テレビアニメ
- ウィッチウォッチ 第10話（2025年、毎日放送） - 通いネコ役